# Battaglia di Saint-Vith
La battaglia di Saint-Vith venne combattuta nella fase iniziale dell'offensiva tedesca delle Ardenne, intorno all'importante nodo stradale di St.Vith, di fondamentale importanza per liberare vie di comunicazioni indispensabili per facilitare l'avanzata dell'Esercito tedesco verso la Mosa.

## Il saliente di Saint-Vith
Le forze americane frettolosamente raggruppate per difendere St.Vith appartenevano principalmente alla 7ª Divisione corazzata (trasferita d'urgenza dalla 9ª Armata), guidata dal combattivo generale Robert W. Hasbruck, ed al Combat Command B della 9ª Divisione corazzata, oltre al reggimento superstite della 106ª Divisione fanteria, già in gran parte accerchiata nello Schnee Eifel. Dopo la resa, il 19 dicembre, di queste forze americane circondate, due Volksgrenadier-Division del 66º Armeekorps, rinforzate dalla potente Führer Begleit Brigade del colonnello Otto Ernst Remer, poterono attaccare liberamente dal 20 dicembre le forze nemiche a St.Vith, che tuttavia si batterono coraggiosamente e respinsero i primi assalti.
La difesa sul lato orientale del perimetro venne diretta soprattutto dal generale di brigata Bruce Clarke, comandante del Combat Command B della 7ª Divisione corazzata, e dal generale di brigata William B. Hoge, comandante del Combat Command B della 9ª Divisione corazzata, che organizzarono una tenace resistenza infliggendo serie perdite al nemico; anche la brigata del colonnello Remer non ottenne risultati decisivi. Il 21 dicembre i Volksgrenadier, supportati da alcuni carri armati pesanti delle Waffen-SS, riuscirono finalmente a irrompere dentro l'anello difensivo americano e a conquistare l'abitato, ma i reparti statunitensi guidati dal generale Clarke riuscirono ad effettuare una ritirata ordinata nella notte su posizioni più arretrate ricostituendo nuove posizioni difensive ad appena un km di distanza.
La situazione del saliente americano di St.Vith si aggravò ulteriormente il 22 dicembre con la comparsa delle unità di testa del 2º Panzerkorps-SS del generale Wilhelm Bittrich, impegnate temporaneamente a disposizione della 5. Panzerarmee per sbloccare la situazione nel nodo stradale. La 9ª SS "Hohenstaufen" attaccò a nord del saliente, nella regione di Poteau, mentre il kampfgruppe Krag della 2ª SS "Das Reich" marciò a sud, minacciando di tagliare la ritirata delle forze del generale Hasbruck. Il 23 dicembre il generale Matthew Ridgway, comandante del 18º Corpo d'armata aviotrasportato, responsabile superiore del settore, autorizzò infine la ritirata delle forze americane dal saliente di St.Vith, manovra che si svolse con successo.
Con l'aiuto di elementi di rinforzo della 82ª Divisione aviotrasportata e della 3ª Divisione corazzata, le esauste forze americane che avevano ripiegato da St.Vith riuscirono a sbarrare solidamente la via alle forze tedesche, bloccandone ogni ulteriore avanzata. A causa delle tardiva conquista del nodo di comunicazioni di St.Vith i tedeschi non poterono disporre di sufficienti vie di comunicazione e furono gravemente intralciati nei movimenti, non riuscendo a sviluppare con la necessaria rapidità l'avanzata e dando tempo all'Esercito americano di mobilitare tutte le sue riserve.
Accanto alla difesa di Bastogne, l'accanita battaglia per St.Vith ebbe un'importanza notevole nella fase iniziale dell'offensiva tedesca, favorendo in modo rilevante la vittoria difensiva finale americana.